# Tubificoides benedii.
Tubificoides benedii. är en ringmaskart som först beskrevs av Udekem 1855.  Tubificoides benedii. ingår i släktet Tubificoides och familjen glattmaskar. Inga underarter finns listade i Catalogue of Life.